# Ouïe (sens)

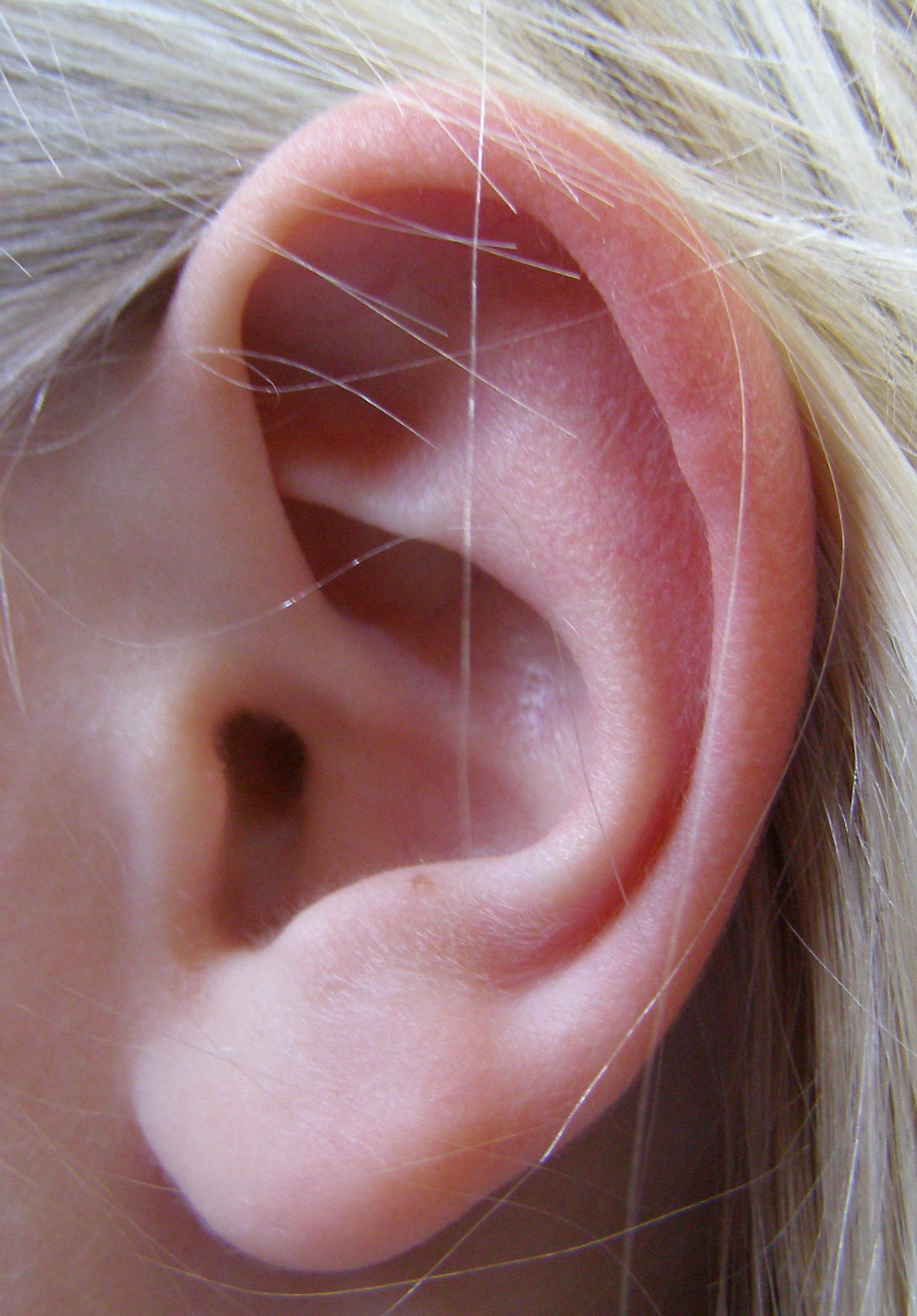
Oreille humaine.

Pour les articles homonymes, voir Ouïe.
 (février 2014).
Si vous disposez d'ouvrages ou d'articles de référence ou si vous connaissez des sites web de qualité traitant du thème abordé ici, merci de compléter l'article en donnant les références utiles à sa vérifiabilité et en les liant à la section « Notes et références ».
L’ouïe est la capacité de percevoir des sons et constitue l’un des cinq sens généralement reconnus.

## Histoire et anatomie
Chez les mammifères, l'oreille est l'organe principal de l'ouïe.
Quand les animaux sont passés du milieu aquatique au milieu terrestre il y a environ 375 millions d'années ils ont dû s'adapter à la gravité et à un environnement sec, et en particulier à une transmission du son différente dans l'air de ce qu'elle était dans l'eau. Durant environ 100 millions d'années, ils n'ont pas eu d'oreille telle que nous la connaissons chez les animaux contemporains, mais ont probablement détecté les sons et les vibrations par leurs poumons, apparus peu à peu il y a 350 à 400 millions d'années.
Des chercheurs danois ont étudié un dipneuste africain (Protopterus annectens), qui dispose de poumons lui permettant de respirer dans l'air, ce qui en fait un modèle animal d'étude des premiers vertébrés terrestres, d'autant que comme les premiers animaux capables de marcher sur la terre, il n'a pas d'oreille moyenne. Un dispositif expérimental a montré que ce poisson perçoit des ondes de pression dans les fréquences supérieures à 200 Hz. Le système auditif du poisson pourrait se baser sur une résonance de l'air dans ses poumons autour de 300 Hz. D'autres tests faits avec des poissons dans l'air ont confirmé que ce poisson n'est pas tout à fait sourd dans l'air. Le même groupe de chercheurs a montré que les salamandres qui ont des os d'oreille interne et une oreille moyenne primitive (sans tympan, à la différence des grenouilles ou crapauds), et  « qui ont une configuration de l'oreille identique à celles trouvées chez certains des premiers fossiles d'animaux terrestres » peuvent entendre sous l'eau : des fréquences supérieures à 120 Hz par leur poumon, de manière plus efficace encore que le dipneuste.
La transmission des vibrations du milieu aérien au milieu liquide présent dans la cochlée pose des problèmes concrets liés à la physique des fluides. Si une onde acoustique qui se propage dans l’air atteint perpendiculairement la surface d’un lac, par exemple, le millième de l’énergie seulement est transmis à l’eau, la quasi-totalité étant réfléchie. La perception d’une onde sonore demande donc un système complexe d'adaptation, comprenant généralement un diaphragme qu'obstrue une membrane (voir Anatomie de l’oreille).

## Poissons
Le requin entend les fréquences de 10 à 1 000 hertz grâce aux cellules ciliées de sa ligne latérale et deux oreilles internes.

## Mammifères

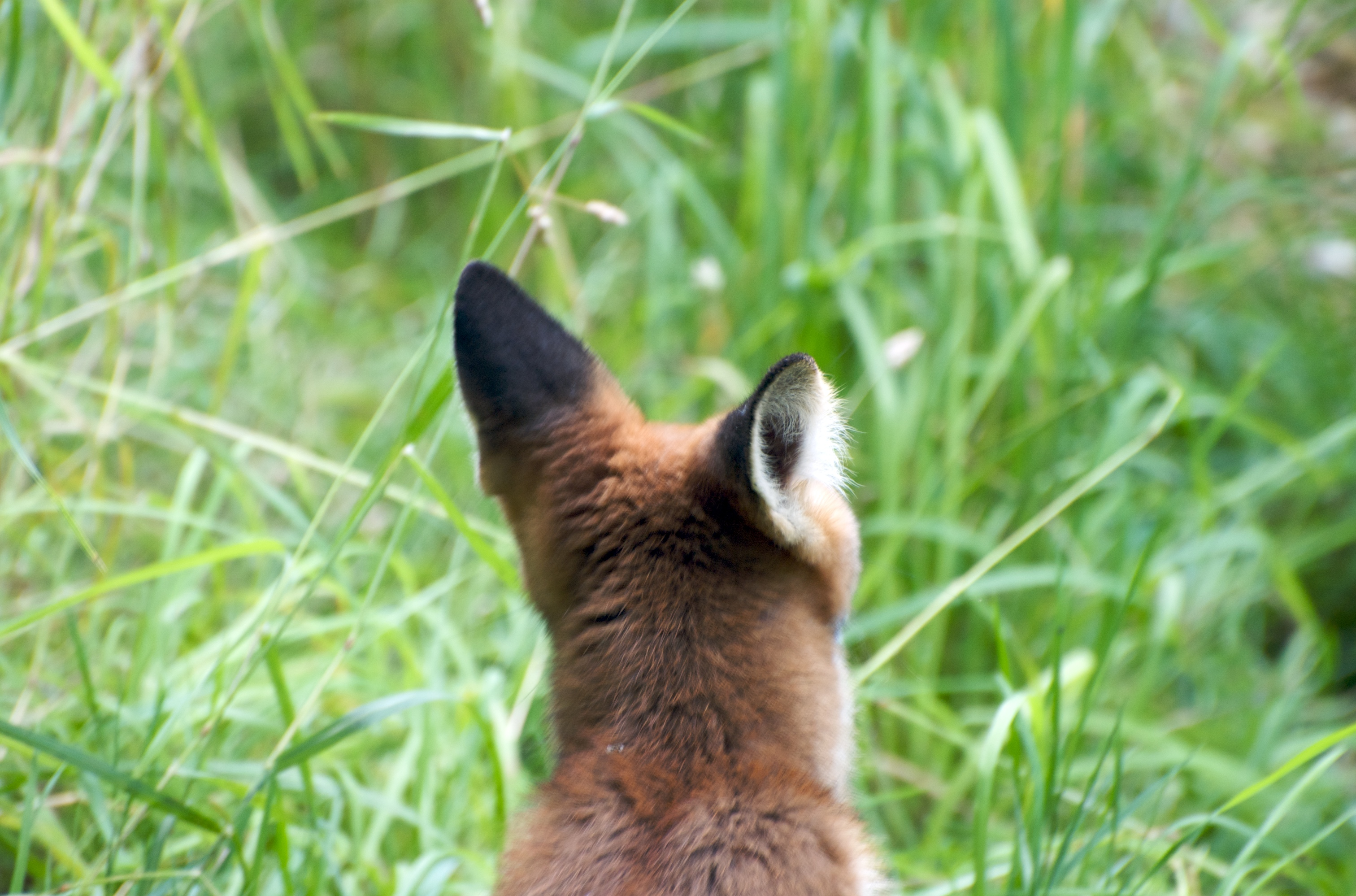
Le renard comme de nombreux mammifères peut orienter ses oreilles pour explorer son environnement sonore.

Tous les mammifères possèdent un sens de l'ouïe. Certaines espèces sont réputées pour leur utilisation particulière de la détection des sons.
Les chauves-souris émettent, avec la gorge, des clics inaudibles pour les humains, dont l'écho dans l'environnement leur permet de percevoir la position des obstacles. Elles peuvent, de cette manière, voler dans l'obscurité. Les clics durent environ 0,002 s et leur détection requiert d'entendre des sons jusqu'à une fréquence de 30 000 à 100 000 Hz.
Les dauphins et les baleines entendent dans l'eau des fréquences jusqu'à 80 000 Hz.
Les chiens entendent jusqu'à 40 000 Hz.

## Espèce humaine
L'espèce humaine entend les sons forts, à une pression acoustique aux alentours de 1 pascal, dans une plage de fréquences de 20 à 16 000 hertz, dont la largeur diminue fortement pour les sons faibles. L'acuité auditive maximale se situe dans la plage de 1 à 2,5 kHz avec des pressions acoustiques de 0,2 à 50 Pa. La perception du volume sonore est liée par des relations complexes à son évolution dans le temps ; l'être humain est capable de différencier finement (moins de 1 % d'écart) des sons d'une fréquence fondamentale entre 100 et 4 500 Hz environ. En dehors de ces limites, la discrimination des hauteurs est très dégradée.
Par application du principe d’incertitude, notre perception nous offre un choix entre erreur temporelle et erreur en fréquence. On peut connaître le signal avec une erreur de temps donnée si l’on admet une erreur en fréquence suffisante et vice versa. On ne peut connaître la fréquence (donc la hauteur) d'un son que si on l'a entendu pendant une durée suffisante.